# Economia europea alla fine del XIX secolo
L'economia europea alla fine del XIX secolo iniziò un periodo di grande ripresa che durò fino al 1914.
Il periodo compreso fra la metà degli anni '90 e lo scoppio della prima guerra mondiale, nel 1914, fu, in generale, di grande sviluppo economico: ferro e carbone costituirono i due pilastri dell'industria e la loro produzione crebbe enormemente. 
Presero sempre maggior peso nuove fonti di energia, nuovi materiali e nuove industrie. Una vera e propria rivoluzione tecnologica fu l'uso anche come bene strumentale del motore endotermico. Un'importanza altrettanto grande ebbe il sorgere dell'industria elettrica. 
Il telegrafo si diffuse fino a collegare tutte le principali città del mondo, il telefono diventò un mezzo di comunicazione in costante sviluppo. 
La rete ferroviaria nel 1913 superò il milione di chilometri mentre i trasporti marittimi fecero progressi decisivi. Assai notevole fu l'incremento demografico.

## Concentrazione imprenditoriale
Il processo di concentrazione capitalistica subì fra la fine del secolo e la prima guerra mondiale una straordinaria intensificazione. 
La concorrenza produsse il risultato di ridurre drasticamente il numero delle imprese produttrici e di spostare la lotta imprenditoriale al livello delle grandi imprese. La conseguenza fu il sempre più netto passaggio dalla fase di libera concorrenza alla fase di concorrenza dominata dalle imprese giganti.
La concentrazione assunse, in generale, due forme fondamentali, il cartello, cioè l'unione in senso orizzontale di imprese dello stesso ramo produttivo e il trust, vale a dire l'assorbimento, sotto una direzione unificata, di una serie di imprese interessate a tutta la gamma di trasformazione di un prodotto. Il capitalismo più avanzato assunse la forma di capitalismo monopolistico.

## Grande finanza
L'industria per vivere aveva bisogno di finanziamenti continui e si rivolse in modo sistematico alle grandi banche, offrendo come garanzia sé stessa. Le grandi banche a loro volta, avendo a disposizione una forte massa di risparmio, erano quanto mai interessate a far fruttare tutti i capitali nell'allargamento della produzione industriale.
Il capitalismo monopolistico iniziò e portò avanti un nuovo rapporto fra paesi a diverso grado di sviluppo.
Le grandi imprese e le grandi banche avevano a disposizione enormi capitali che trovavano spesso più vantaggioso impiegare in paesi arretrati per sfruttarne le risorse, attuando una sorta di colonialismo economico.

## Politiche economiche
Le grandi potenze capitalistiche alternarono tre linee di politica concorrenziale fondamentali, concorrenza reciproca mantenuta nei limiti del gioco economico, spartizione di sfere d'influenza economica e lotta per la propria sopravvivenza con conseguente distruzione delle aziende avversarie.
I grandi monopoli erano ormai in grado di influenzare in maniera sempre più forte la politica dei governi, e pertanto ne chiedevano l'appoggio in tutti i momenti decisivi per il loro interessi.
Nel periodo seguito alla depressione iniziata nel 1873 e durata fino al 1895, dovuta in primo luogo a una crisi di sovrapproduzione agricola ed industriale con conseguente caduta dei prezzi, si era avuto un generale ritorno al protezionismo doganale. 
Negli anni che precedettero la prima guerra mondiale le industrie nazionali si trovarono in una contraddizione particolare, da un lato avevano interesse a proteggere la propria produzione verso l'interno, dall'altro miravano ad invadere i mercati esterni.
Una simile contraddizione portò inevitabilmente a conflitti che da economici si trasformarono in politici e interstatali.

## Classi sociali
Le classi sociali nei paesi europei industrializzati si trovarono ad essere dominati dai rapporti fra capitalisti e proletari. Ciò non significava, però, che, all'infuori della borghesia e del proletariato industriale, le altre classi avessero perduto di importanza. 
L'aristocrazia mantenne un peso rilevante, anche se ridotta a classe secondaria rispetto alla grande borghesia capitalistica, resisteva alla decadenza non solo conservando quote elevate della proprietà fondiaria, ma anche penetrando nei settori capitalistici dell'industria e della finanza. Molto profonda rimase la sua influenza sulla vita pubblica e sul costume delle classi alte. 
L'aristocrazia dominava il gusto e i costumi dei ricchi, dettando loro le regole dello stile di vita: il grande borghese non aspirava ad altro che imitare il grande aristocratico.
I contadini costituivano ancora la maggioranza schiacciante della popolazione in tutto l'est europeo e in tutta Europa meridionale. Essi formavano la parte più arretrata della popolazione, ma la varietà delle condizioni al loro interno era enorme.
La borghesia rappresentava la classe dominante della società capitalistica ed aveva saldamente nelle mani le redini dello sviluppo sociale. In conseguenza dello stesso sviluppo capitalistico, la borghesia, tuttavia, andò differenziandosi profondamente in strati diversissimi per posizione sociale e grado di ricchezza, ma unita nel fatto di non appartenere né al mondo contadino subalterno né a quello dell'aristocrazia tradizionale.
Sotto l'alta borghesia stava la classe che dipendeva da essa più strettamente, sia economicamente che socialmente, la piccola borghesia. Quest'ultima, da un lato, era sprovvista di mezzi finanziari indipendenti, ma, dall'altro, non svolgeva un lavoro manuale.
Il piccolo borghese aveva come massima aspirazione trovare una via per entrare nelle file della media ed alta borghesia, di cui imitava i costumi ed i valori, mentre disprezzava il proletariato, nelle cui file temeva di precipitare.
Il proletariato urbano costituiva, insieme alla borghesia capitalistica, l'altra grande forza figlia del processo di industrializzazione. In lotta perpetua per la difesa o l'aumento del salario, vedeva nei sindacati e nei partiti socialisti gli strumenti indispensabili per far sentire il proprio peso nei rapporti con i datori di lavoro e con lo Stato.

### Fonti primarie
- Massimo L. Salvadori, Storia dell'età contemporanea. Torino, Loescher, 1990. ISBN 8820124343.

### Approfondimento
- Alberto Caracciolo, Alle origini della storia contemporanea, 1700-1870, Bologna, Il Mulino, 1989. ISBN 8815020977.
- Pasquale Villani, L'età contemporanea, Bologna, Il Mulino, 1998. ISBN 8815063382.